# Sphaerostephanos alatellus
Sphaerostephanos alatellus là một loài dương xỉ trong họ Thelypteridaceae. Loài này được Konrad H. Christ mô tả khoa học đầu tiên năm 1900.